# 横梁街道
横梁街道是中华人民共和国江苏省南京市六合区下辖的一个街道办事处。
2012年8月17日，江苏省人民政府批复同意将新篁镇与横梁街道办事处合并，设立新的横梁街道办事处。街道办事处驻滕营路1号。

## 行政区划
横梁街道下辖以下村级行政区划单位：
横梁社区、王子庙社区、姚徐社区、山东社区、石庙社区、光明村、方山社区村、黄钟社区村、雨花石社区村、新篁社区、上马村、四新村、桥王村、童王村、钟林村、林牧村和屈陈村。